# Amadou Koné (football)
Pour les articles homonymes, voir Koné.
Amadou Koné, né le 14 mai 2005 à Bamako au Mali, est un footballeur ivoirien qui évolue au poste de milieu défensif au Neom SC.

## Biographie

### En club
Né à Bamako au Mali, Amadou Koné est formé au centre Afrique Football Elite. Le 26 juillet 2023, il rejoint le Stade de Reims, intégrant dans un premier temps l'équipe réserve du club.
Koné fait ses débuts en professionnel dès le 22 octobre 2023, lors d'un match de Ligue 1 face au Toulouse FC. Il entre en jeu à la place d'Amir Richardson et les deux équipes se neutralisent (1-1 score final). Koné connait sa première titularisation le 28 janvier 2024, lors d'une rencontre de championnat face au FC Nantes. Il joue l'intégralité de la rencontre et les deux équipes se neutralisent (0-0 score final),. Il est notamment salué pour sa prestation par le presse et son entraîneur après le match.
Le 30 juin 2025, le club saoudien du Neom SC annonce la signature du joueur,,.

### En sélection
En mars 2024, Amadou Koné est convoqué avec l'équipe de Côte d'Ivoire des moins de 23 ans. Il joue son premier match avec cette sélection face à la France le 22 mars 2024. Il entre en jeu à la place de Bénie Traoré et son équipe est battue par trois buts à deux.

## Statistiques

### Statistiques détaillées
Le tableau ci-dessous présente les statistiques en carrière de joueur de Amadou Koné.

| Saison                | Club                  | Championnat           | Championnat | Championnat | Championnat | Coupe(s) nationale(s) | Coupe(s) nationale(s) | Coupe(s) nationale(s) | Total | Total | Total |
| Saison                | Club                  | Division              | M.          | B.          | P.d.        | M.                    | B.                    | P.d.                  | M.    | B.    | P.d.  |
| 2023-2024             | Stade de Reims        | Ligue 1               | 16          | 0           | 0           | 2                     | 0                     | 0                     | 18    | 0     | 0     |
| 2024-2025             | Stade de Reims        | Ligue 1               | 24+2        | 0           | 0           | 4                     | 0                     | 0                     | 30    | 0     | 0     |
| Total sur la carrière | Total sur la carrière | Total sur la carrière | 42          | 0           | 0           | 6                     | 0                     | 0                     | 48    | 0     | 0     |

## Palmarès
Il est finaliste de la Coupe de France en 2025 avec le Stade de Reims.